# STS-114

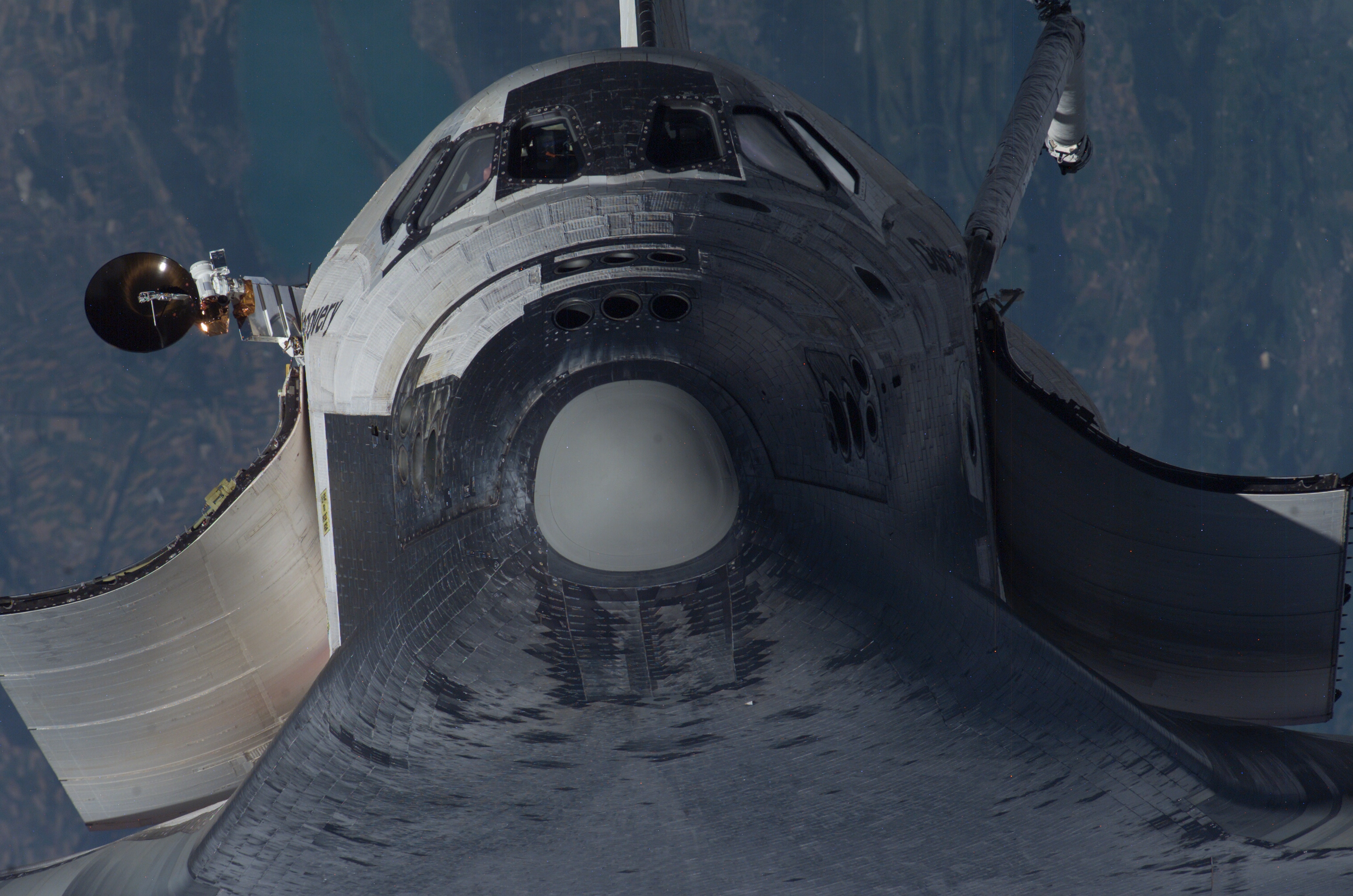
由於隔熱保護系統在升空時受到局部碰撞而受損，發現號在STS-114任務中進行了史無前例、以太空漫步方式修復機身外表的嘗試。圖中為從國際太空站檢視發現號機腹完整度的畫面。

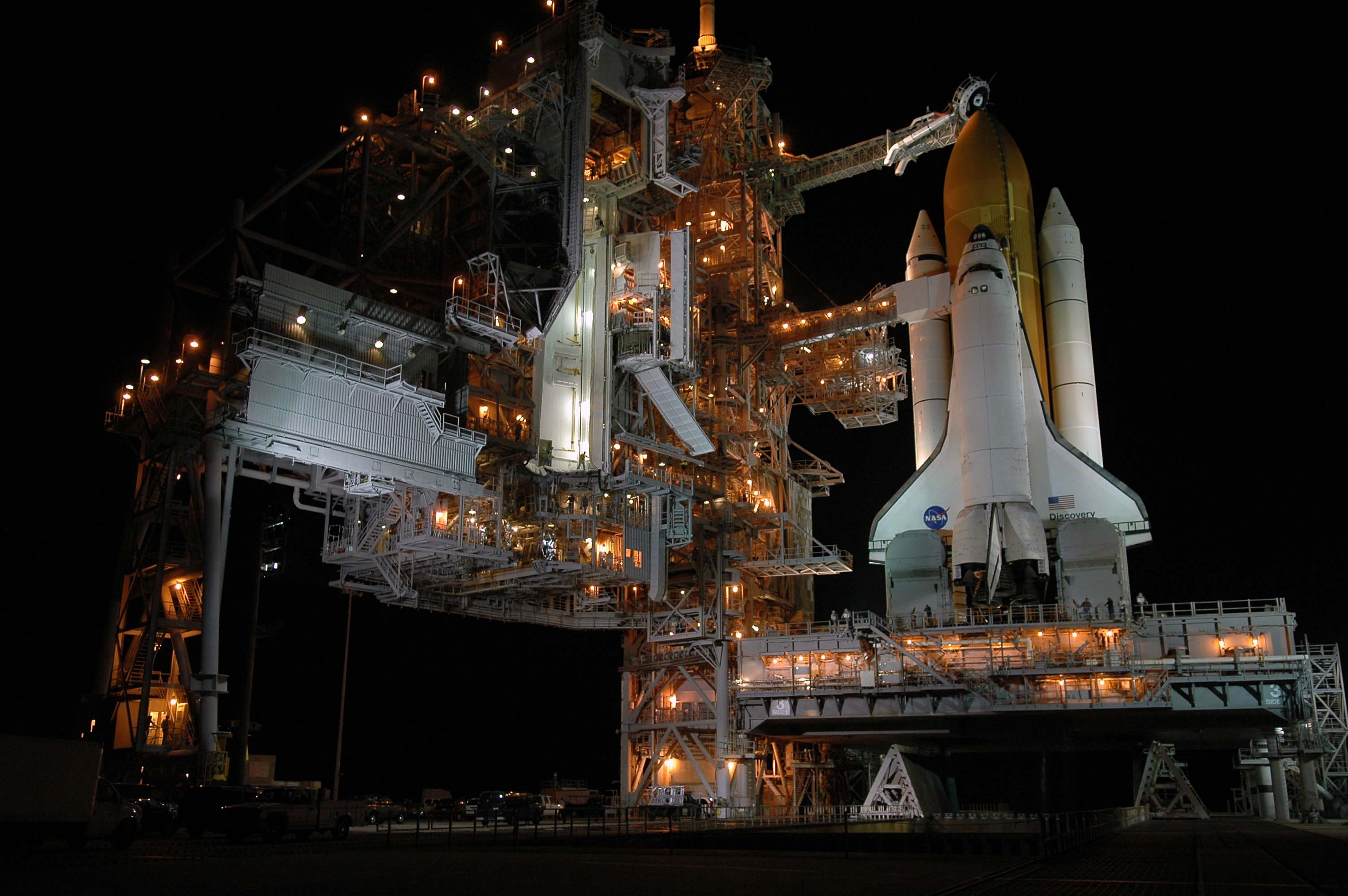
准备执行STS-114国际空间站飞行任务的发现号航天飞机

是發現號太空梭的第31次太空飞行，也是哥伦比亚号航天飞机在2003年初升空时外部燃料仓碎片击中机翼在返回地球坠毁之后，美国国家航空航天局首度恢复航天飞机的飞行任务。

## 過程
發現號原訂在2005年7月13日執行STS-114任務，是哥倫比亞號在2003年初墜毀之後，NASA首度恢復太空梭飛行任務，但卻由於機械故障因素而延遲發射。在7月13日預定發射時間前2個多小時前，當工程人員在飛行前的例行檢測時，突然發現一位於液態氫燃料槽底部的液態氫引擎熄火感應器（liquid hydrogen engine cutoff sensor）送出錯誤訊號。該感應器是發現號機身上四組同樣功用的感應器其中一組，是在其他感應器同時故障時能作為備援用途，這整套感應系統的主要功用是在發現液態氫燃料槽裡的氫存量即將用盡之前緊急切斷引擎動力，以免因為高熱爆炸。NASA的人員在第一次的升空放棄後嘗試釐清感應器失效的原因，但卻沒有找到確切的理由，工程人員主要是朝接地錯誤或電磁波干擾的方向釐清問題，但因為在平日狀態下他們無法複製出與升空前一模一樣的背景環境，而增加找出實際問題癥結的困難度（例如，太空梭起飛前會因為燃料槽裡裝滿超低溫的液態氧與液態氫，而處於較平日更低溫的狀態，但除非太空梭準備要升空，否則考慮到安全問題其燃料槽裡是不會填裝燃料的）。
NASA官员在7月20日時宣佈，縱使尚未確定之前錯誤訊號的起因，發現號仍要於美國東部日光時間7月26日上午10時39分发射。根據該單位的計算，7月31日是發現號適當發射時間窗的底限，超過這天之後太空梭升空時周圍的光影變化將不利科學家在發現號上新裝設的一組監視攝影機之運作，這套監視網路主要是用來評估NASA在哥倫比亞號失事後，針對太空梭安全度的修正設計之成效。假若發現號未能趕在7月底前升空，就必須大幅延期到9月9日之後才會有適合的光線環境再次發射，但有部份專家對此抱持反對意見，他們認為新一代的電子攝影設備對光線的靈敏度已足以彌補光線不足的問題，因此NASA大可以在完全確認感應器的故障原因之後，再讓太空梭安全升空。
安裝上新的安全檢察設備後，發現號於2005年7月26日發射升空執行STS-114任務，這是自哥倫比亞號解體意外發生後，首次有太空梭返回太空任務。升空過程中，發現號的外掛燃料槽上有一塊面積不小的隔熱泡棉因與太空梭本體在發射瞬間發生觸碰而脫落，根據發現號上裝置的高解析度攝影機所攝得之影像分析，這塊脫落的泡棉約有24至33英吋長，10至13英吋寬，2.5至8英吋厚，NASA研判這塊脫落的隔熱棉應不至於影響太空梭的安全，但仍會較詳細分析和檢測資料來確保其安危。根據NASA的規劃，除了載運拉斐爾多用途後勤模組（Raffaello Multi-Purpose Logistics Module）為運補國際太空站外，測試新開發的隔熱泡棉與機上攝影監測系統也是STS-114任務的主要目的之一。
在經過人類有史以來第一次以太空漫步方式緊急檢修受損部位機外後，發現號順利平安地於美國東部日光時間8月9日早上8:11:22滑行降落在美國加州愛德華空軍基地，結束長達14天的任務。

## 任务成员
- 艾琳·柯林斯（Eileen Collins，曾执行STS-63、STS-84、STS-93以及STS-114任务，指令长
- 詹姆斯·凯利（James M. Kelly，曾执行STS-102以及STS-114任务），飞行员
- 野口聰一（Soichi Noguchi，曾执行STS-114任务），任务专家
- 斯蒂芬·罗宾逊（Stephen Robinson，曾执行STS-85、STS-95以及STS-114任务），任务专家
- 安德鲁·托马斯（Andrew S. W. Thomas，曾执行STS-77、STS-89、和平号、STS-91、STS-102以及STS-114任务），任务专家
- 温迪·劳伦斯（Wendy Lawrence，曾执行STS-67、STS-86、STS-91以及STS-114任务），任务专家
- 查尔斯·卡马达（Charles Camarda，曾执行STS-114任务），任务专家